# Zefram Cochrane
Zefram Cochrane – fikcyjna postać ze świata Star Trek. Jest pierwszym człowiekiem, który dokonał lotu z prędkością warp. Główny konstruktor pierwszego pojazdu o tym napędzie nadświetlnym – Phoenix.

## Aktorzy
Wzmianki o dr Cochranie pojawiały się we wszystkich serialach, a także w niektórych filmach pełnometrażowych Star Trek. Jego postać bezpośrednio pojawiała się na ekranie tylko 2 razy: W filmie Star Trek: Pierwszy kontakt – gdzie odtwórcą roli był James Cromwell oraz w serialu Star Trek: Seria oryginalna – zagrał go Glenn Corbett. W pilocie serialu Star Trek: Enterprise pokazany został fragment przemówienia dr Cochrane'a. Jest to jednak najprawdopodobniej scena wycięta z filmu Star Trek: First Contact.